# Instytut Schillera
Instytut Schillera – międzynarodowa, polityczno-ekonomiczna organizacja typu think tank z siedzibą w Niemczech (ma oddział w Polsce). Należy do ruchu Lyndona LaRouche. Instytut Schillera propaguje idee alterglobalistyczne, pronarodowe i socjalne.

## Historia
Został założony na konferencji w Wiesbaden (Niemcy) w roku 1984 przez Helgę Zepp-LaRouche, żonę Lyndona z korzeniami niemieckimi. Od drugiej konferencji w Waszyngtonie (1985) Instytut organizuje panele w różnych miejscach na świecie. Od 1992 wydaje kwartalnik Fidelio oraz pismo „Nowa Solidarność”.
Mówiło się o koneksjach Instytutu m.in. z o. Tadeuszem Rydzykiem, dyrektorem Radia Maryja oraz Andrzejem Lepperem, liderem Samoobrony RP. W Polsce IS współpracował z Solidarnością RI, Solidarnością 80, Polskim Związkiem Katolicko-Społecznym, Stowarzyszeniem Civitas Christiana (dawny PAX), WZZ Sierpniem 80, Partią X oraz Stronnictwem Narodowym „Ojczyzna”. Instytut Schillera jest promowany w nacjonalistycznym Tygodniku Ojczyzna, jego rozwiązania gospodarcze są popierane przez Front Narodowo-Robotniczy i pewne okręgi Samoobrony RP.
Statutowym celem jego istnienia jest rozpowszechnianie idei Fryderyka Schillera, jednak IS zajmuje się szeroko pojętą edukacją w dziedzinach: ekonomii, kultury, informatyki, sztuki, religioznawstwa i innych. Konferencje odbywają się dwa, trzy razy w roku.

## Konferencje
Niektóre konferencje zorganizowane przez Instytut:
- 1985, 1 – 3 listopada: Święty Augustyn, ojciec cywilizacji europejskiej i afrykańskiej – Rzym, Włochy.
- 1993, 26 – 30 kwietnia: Międzynarodowa konferencja na temat religii sponsorowana przez rząd Sudanu – Chartum.
- 2007, Rozwój gospodarczy najlepszym środkiem na powstrzymanie wojen. Konferencja w Moskwie poświęcona infrastrukturze